# Tetraz de Justedalen
Tetraz de Justedalen (Justedalsrypen, ou Rypen i Justedalen) é uma peça teatral do dramaturgo norueguês Henrik Ibsen, que foi iniciada em 1850, mas ficou inacabada. Posteriormente, serviu de tema para a peça Olaf Liljekrans, escrita em 1856.

## Histórico

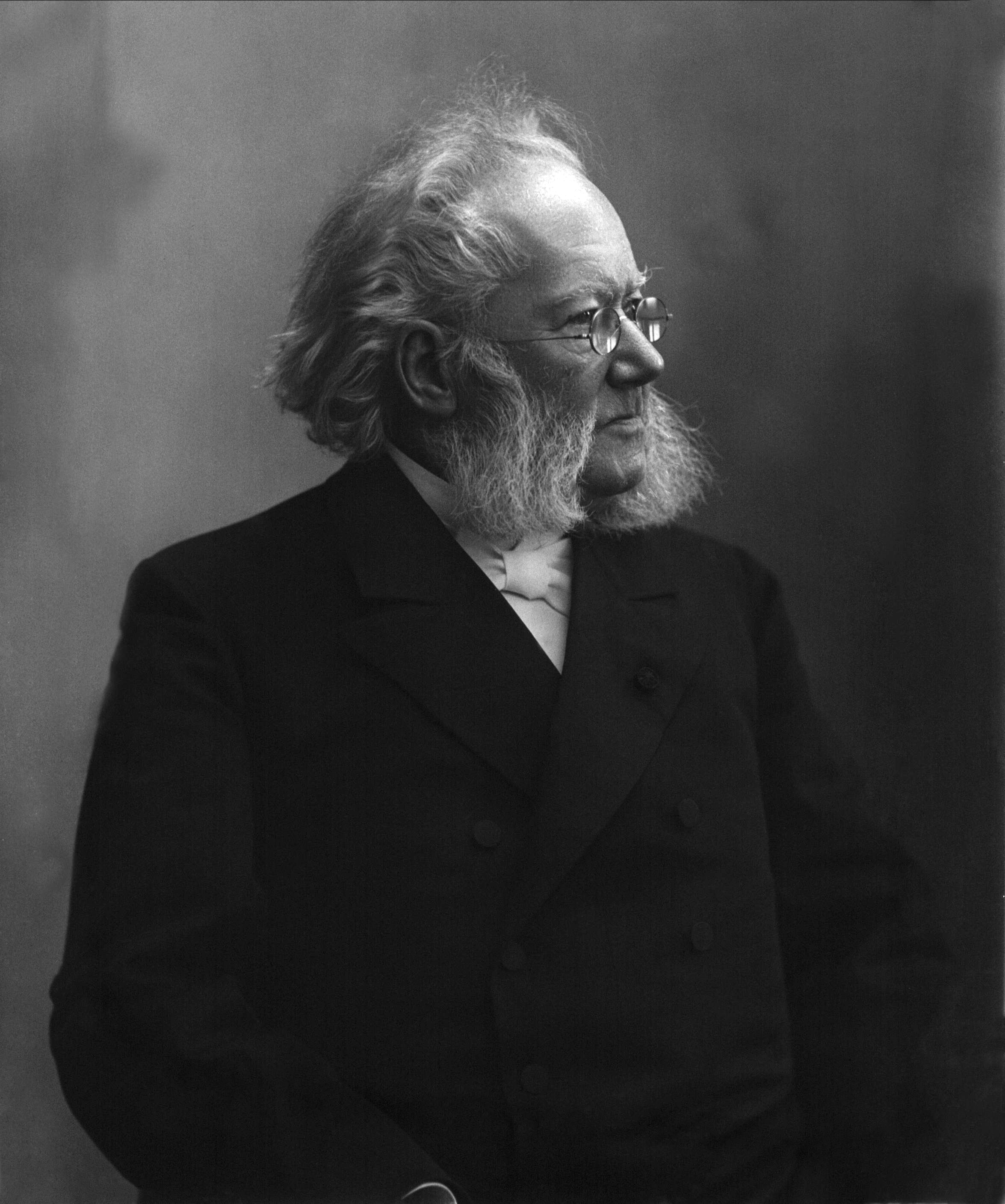
Henrik Ibsen fotografado por Gustav Borgen.

Ibsen começou a escrever “Tetraz de Justedalen” em Christiânia, em 1850, em versos e, apesar de ter sido planejada para ter quatro atos, terminou no meio do segundo ato, ficando inacabada, e permanecendo como um fragmento de 20 páginas. Ibsen contratara o compositor Martin Andreas Udbye para escrever a música, mas a peça não chegou a ser representada, na época.
Seis anos depois, em 1856, voltou a trabalhar sobre a peça, porém não a terminou, e acabou incluindo o tema em Olaf Liljekrans, apesar de nenhuma linha de “Tetraz de Justedalen” ter sido reconhecida na segunda peça.
Em 18 de abril de 2009, 150 anos depois, o Grusomhetens Teater, em Oslo, encenou finalmente a peça inacabada, sob o título “Fjeldfuglen” (“O Pássaro da Montanha”) no estilo de uma “ópera romântica”, em confronto com o gênero costumeiro de Ibsen. Foi produzida sob direção de Lars Øyno, composição de Filip Sande, produção de Nils Ivar Martila, e com os atores Hege Tunaal (Fjeldfuglen), Miguel Emilio Dobrodenka Steinsland Knut), Odille Heftye Blehr (Ingeborg), Jimmie Jonasson (Ivar), Kjærsti Odden Skjeldal (elfo), Stig Zeiner-Gundersen (Svend), Silje Breivik (elfo) e Hanne Dieserud (elfo).

## Enredo
Tetraz de Justedalen foi inspirado em uma história de Andreas Faye, de uma coleção norueguesa, e trata-se de uma fábula ingênua sobre uma menina que mora na fazenda "Birkehaug", em Justedalen. Ela foi a única sobrevivente, no Vale da Peste Negra, e quando, depois de muito tempo, as pessoas vieram da paróquia vizinha e a encontraram, ela tinha se tornado "tímida e selvagem como um pássaro", em sua solidão, e assim foi chamada "Tetraz de Justedalen" (ou "Pássaro da Montanha").
Na versão de Ibsen, a moça é descoberta na floresta por um jovem, que está prestes a fazer um casamento arranjado com uma garota na sua aldeia. O jovem se paixona por ela, mas o povo da aldeia, liderado por um rico fazendeiro, fica horrorizado com o desejo do jovem e pelo abandono da noiva prometida. O casamento segue como planejado e, no final da ação, Ibsen deixa a obra inacabada: prepara-se a festa de casamento, enquanto os noivos esperam os cavalos. Na conclusão, vemo-los presos no tempo, em um texto inacabado: não há um fim puro.

## Personagens
- Fjeldfuglen ("Pássaro da Montanha")
- Knut Skytte
- Ivar
- Ingeborg
- Svend
- Thorgeir
- Elfos